# Muiraquitã

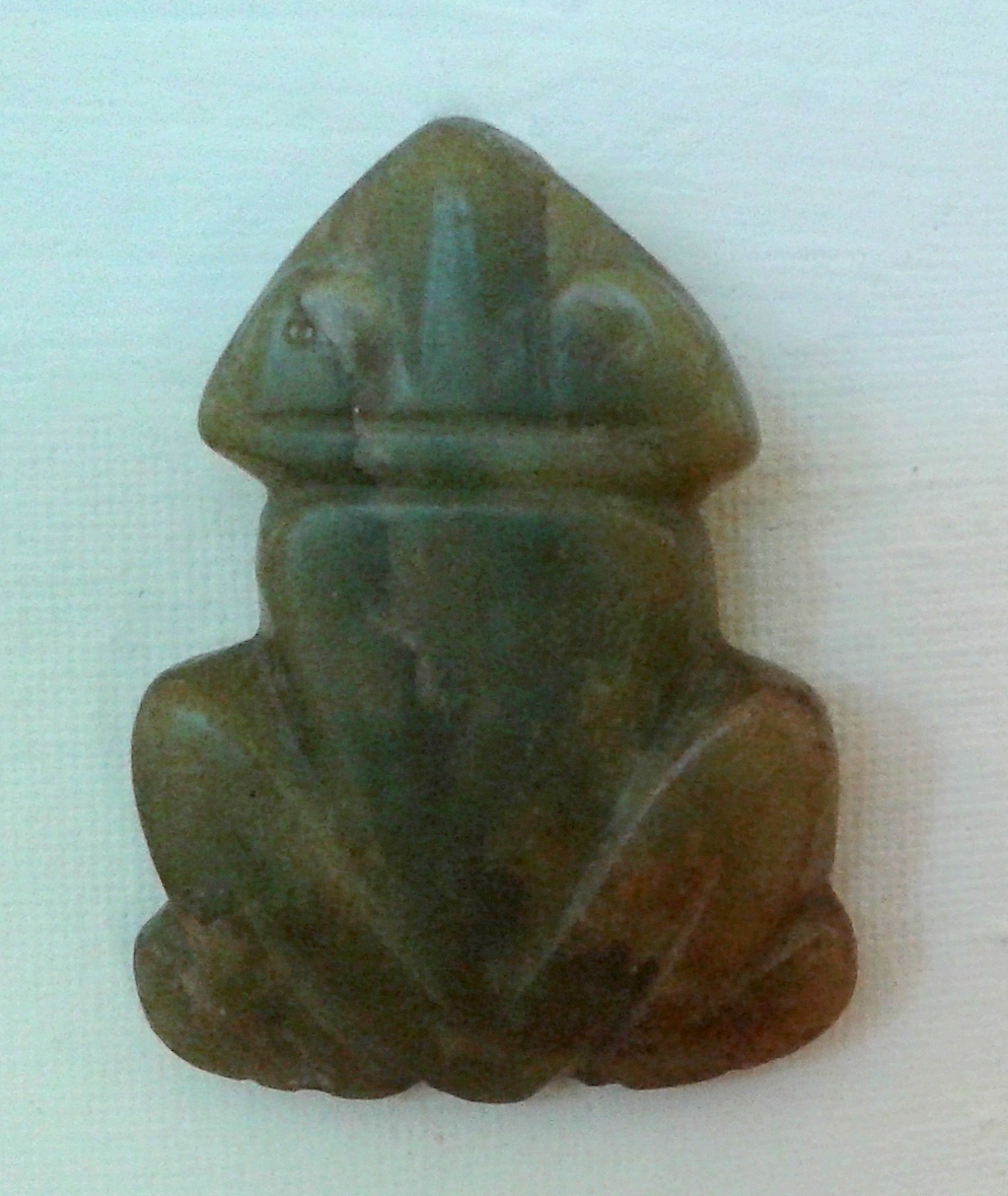
Muiraquitã em forma de rã. Acervo do Museu Nacional, Rio de Janeiro.

Muiraquitãs ou muyrakytãs (do tupi ybyrakytã) são artefatos talhados em pedra, chamada de amazonita, representando animais (especialmente sapos, mas também tartarugas ou serpentes). Teriam sido usados pelos povos indígenas Tapajós e Konduri, que habitavam o Baixo Amazonas até a chegada do colonizador europeu, como amuletos, símbolos de poder, e ainda como material para compra e troca de objetos valiosos. Há muitas lendas e mitos sobre eles, sempre envolvidos com as índias Amazonas, extintas ou lendárias.
O amuleto também foi visto pelas icamiabas que atacaram a esquadra de Orellana em 1542, quando os espanhóis passavam pelo Espelho da Lua, região da atual cidade de Nhamundá, no Amazonas.

## Etimologia
O termo pode ter origem do tupi pu'ir-a(w)ki-(i)tã ou mu'ir-a(w)ki-(i)tã (pu'ir ou mu'ir = "missangas", "contas", "enfeites", etc; a(w)ki = "mexer", "usar", "tocar"; itã = espécie de sapo ou rã). Outros autores interpretam a etimologia a partir de mbïraki'tã como "nó das árvores", "nó das madeiras" (de muyrá ou mbyra = "árvore", "pau", "madeira"; quitã, "nó", "verruga", "objeto de forma arredondada".
Também são conhecidas as grafias ybyrakytã (em tupi), mirakitã (em nheengatu), baraquitãs, buraquitãs, puúraquitan, uuraquitan e mueraquitan (provavelmente formas aportuguesadas). Outros termos também usados para o artefato são "pedra-das-amazonas" e "pedra-verde".[carece de fontes?]

## Histórico
As primeiras documentações sobre os muiraquitãs, ainda que indiretas, surgem com Orellana, que entre 1540 e 1542 desceu o rio Amazonas em toda sua extensão. Embora não mencione o objeto, através de Frei Gaspar de Carvajal, seu cronista, relata ter encontrado índias guerreiras, sem maridos, por ele denominadas Amazonas, mas chamadas pelos índios de Icamiabas, as quais possuem lendas relacionadas ao artefato.
Em sua viagem ao longo deste rio, em 1735, La Condamine escreve sobre amuletos batraquianos em pedras verdes semelhantes a jade.
Spix e Martius, entre 1817 e 1820, relatam pierres divines ("pedras divinas") na forma de pingente e batraquianos em madrepérola e com o nome de "muraquêitã".
Uma questão importante, surgida no século XVIII e ainda discutida, é sobre a origem do jade utilizado na confecção dos muiraquitãs. Alguns autores cogitaram que o material teria vindo da Ásia, hipótese hoje descartada.

## Lendas

### Segundo as índias Icamiabas
As índias Icamiabas, ou Amazonas de Orellana, eram mulheres guerreiras, sem maridos, que habitavam o Baixo Amazonas. Uma vez ao ano, nas fontes do rio Nhamundá, na serra Yacy-taperê (serra da lua), onde havia um lago, Yacy-uaruá (espelho da lua), faziam uma festa em nome de Iacinará ou Iaci, a lua. Após dormirem com os Guacaris, homens de outra tribo especialmente convidados para a festividade, as índias mergulhavam no lago e traziam um barro esverdeado com o qual modelavam muiraquitãs, que eram oferecidos como amuletos aos Guacaris.

### Segundo os índios Uaupés
No rio Uaupés, havia um lago onde morava uma anciã, a mãe do muiraquitã. Certa manhã, ela se transformou numa serpente, e foi morta por um homem. O rio imediatamente inundou, afogando toda a tribo, restando apenas a marca da anciã, o muiraquitã.

## Literatura

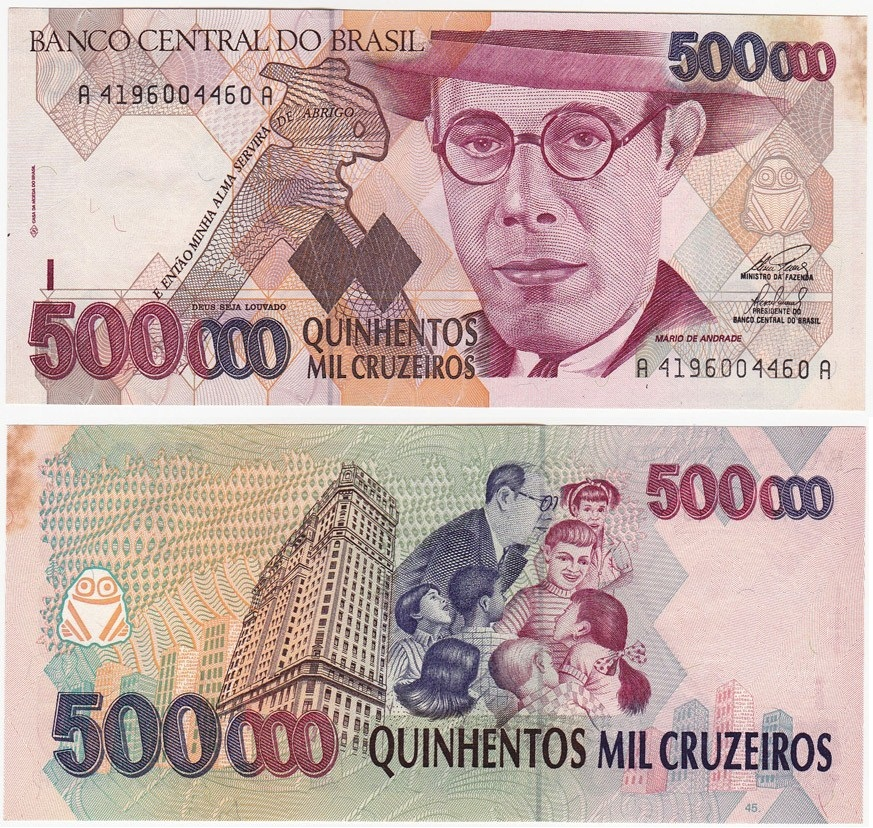
Muiraquitã do lado direito de Mário de Andrade na cédula de 500 mil cruzeiros.

A trama de Macunaíma (1928), de Mário de Andrade, importante marco do modernismo brasileiro, gira em torno do resgate de um muiraquitã. Entre 1993 e 1994, circulou no Brasil a cédula de 500 mil cruzeiros com tema dedicado ao autor, a qual continha a figura do artefato.
Em As Aventuras de Benjamim: o Muiraquitã (2004), livro de literatura infanto-juvenil, o personagem Benjamim usa um muiraquitã (um fruto de guaraná) que concede desejos para encontrar seu pai perdido, e depois encontra uma Iara que distribui pedras de jade no formato de bichos para índias. Ao receber um muiraquitã, Benjamim se transforma em um guerreiro.[carece de fontes?]

## Games
No jogo eletrônico brasileiro Aritana e a Pena da Harpia do estúdio Duaik, baseado na mitologia indígena brasileira, os muiraquitãs são itens coletáveis que concedem acesso às fases bônus do jogo.